# Station Yorkgate
Station Yorkgate is een spoorwegstation in het noorden van de Noord-Ierse hoofdstad Belfast. Het station werd in gebruik genomen in 1992, als vervanger van het nabijgelegen Station York Road.
Na de sluiting in 1992 werd Station York Road gesloopt. Dat maakte het noodzakelijk dat een nieuw station werd gebouwd voor de toen in ontwikkeling zijnde "Cross Harbour Rail Link"
Het nieuwe station Yorkgate werd daarom gebouwd aan de rand van de locatie van het voormalige station. Het diende als tijdelijk eindpunt van de lijn Belfast-Larne voor de periode dat de Dargan Bridge nog niet gereed was. De brug verbond de spoorlijn Belfast - Larne met de rest van het Noord-Ierse spoornetwerk bij Station Belfast Central.